# Tommarps kloster

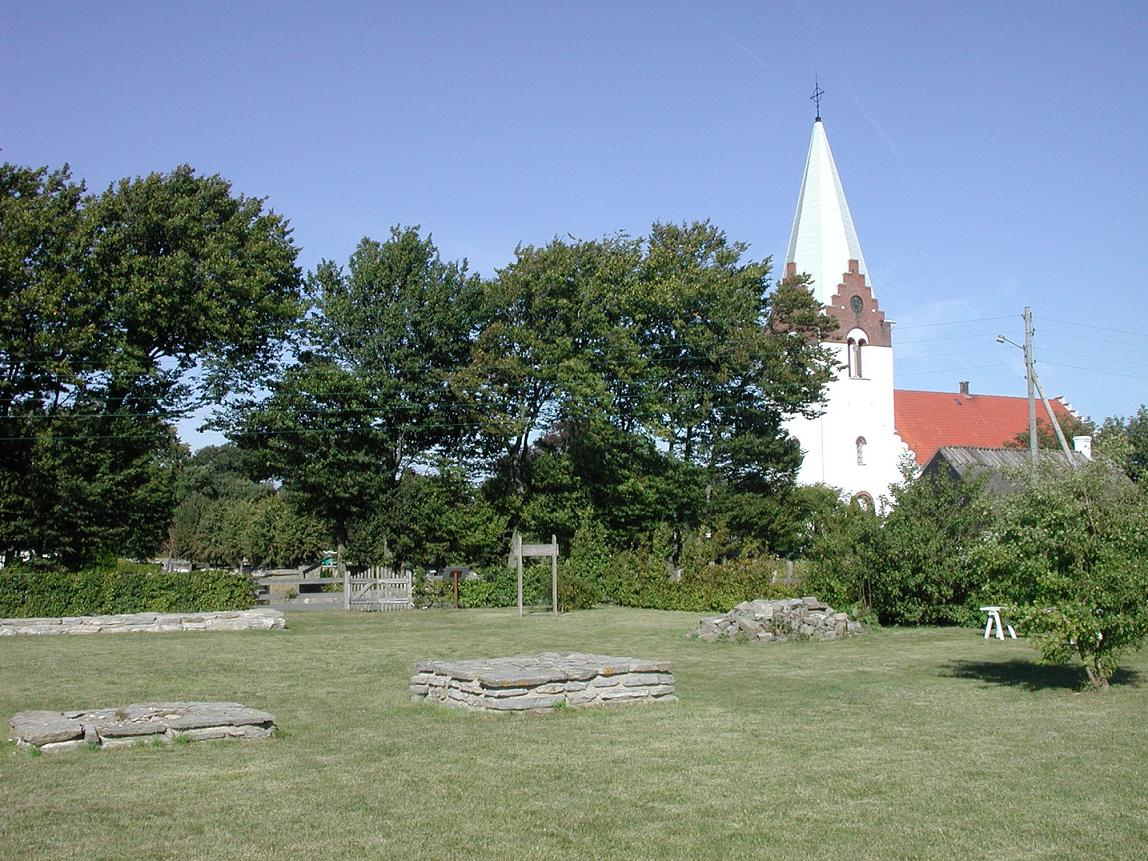
Ruinerna efter Tommarps kloster

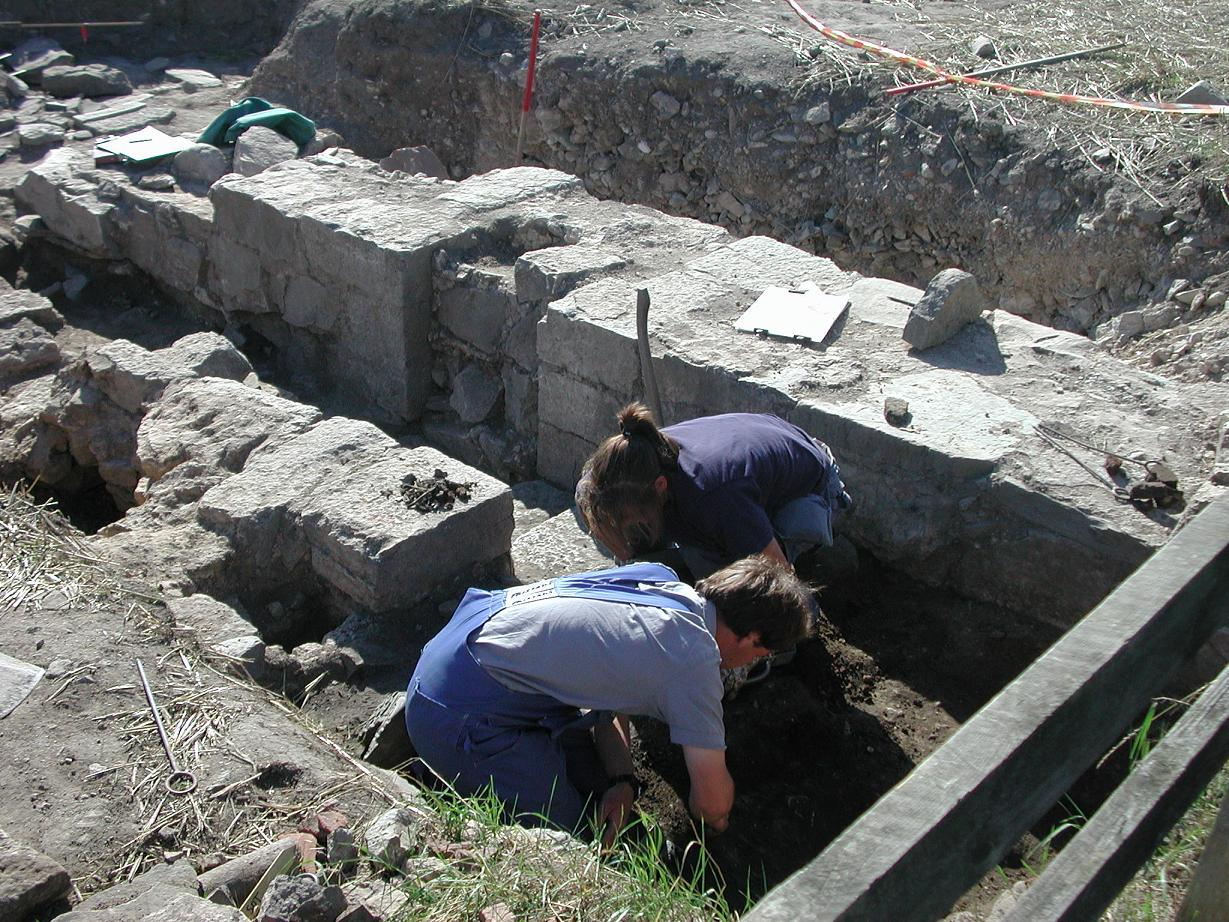
Utgrävning av Tommarps kloster

Tommarps kloster var ett kloster i Premonstratensorden beläget i Östra Tommarp, Simrishamns kommun. Klostret grundades av biskop Eskil 1155 och hade en stor betydelse för omlandet under tidig medeltid. Vid reformationen lades klostret i ruiner. Ruinen ligger söder om Östra Tommarps kyrka.
Under 2005, inför klostrets 850-årsjubileum, startades arkeologiska utgrävningar på platsen under ledning av arkeologerna Lars Jönsson och Ulrika Wallebom. Till sin hjälp hade de bland annat amatörarkeologer från hela landet.